# 小行星3014
小行星3014（3014 Huangsushu），又称为黄授书星，是由紫金山天文台在1979年10月11日发现的主带小行星。
該小行星以美国西北大学物理学和天文学教授黄授书命名。